# Parroquia Inmaculada Concepción (Monte Grande)

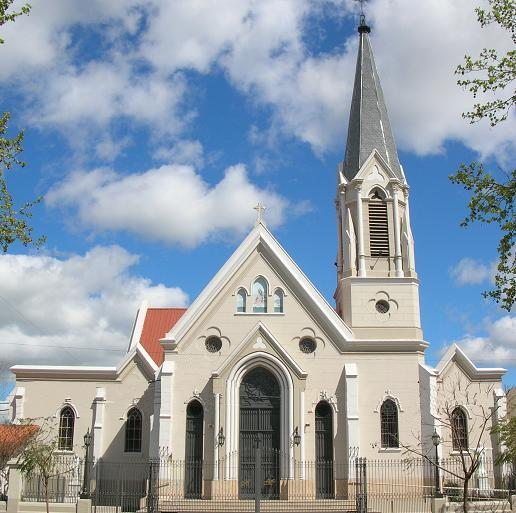
Templo Parroquial Inmaculada Concepción de Monte Grande.

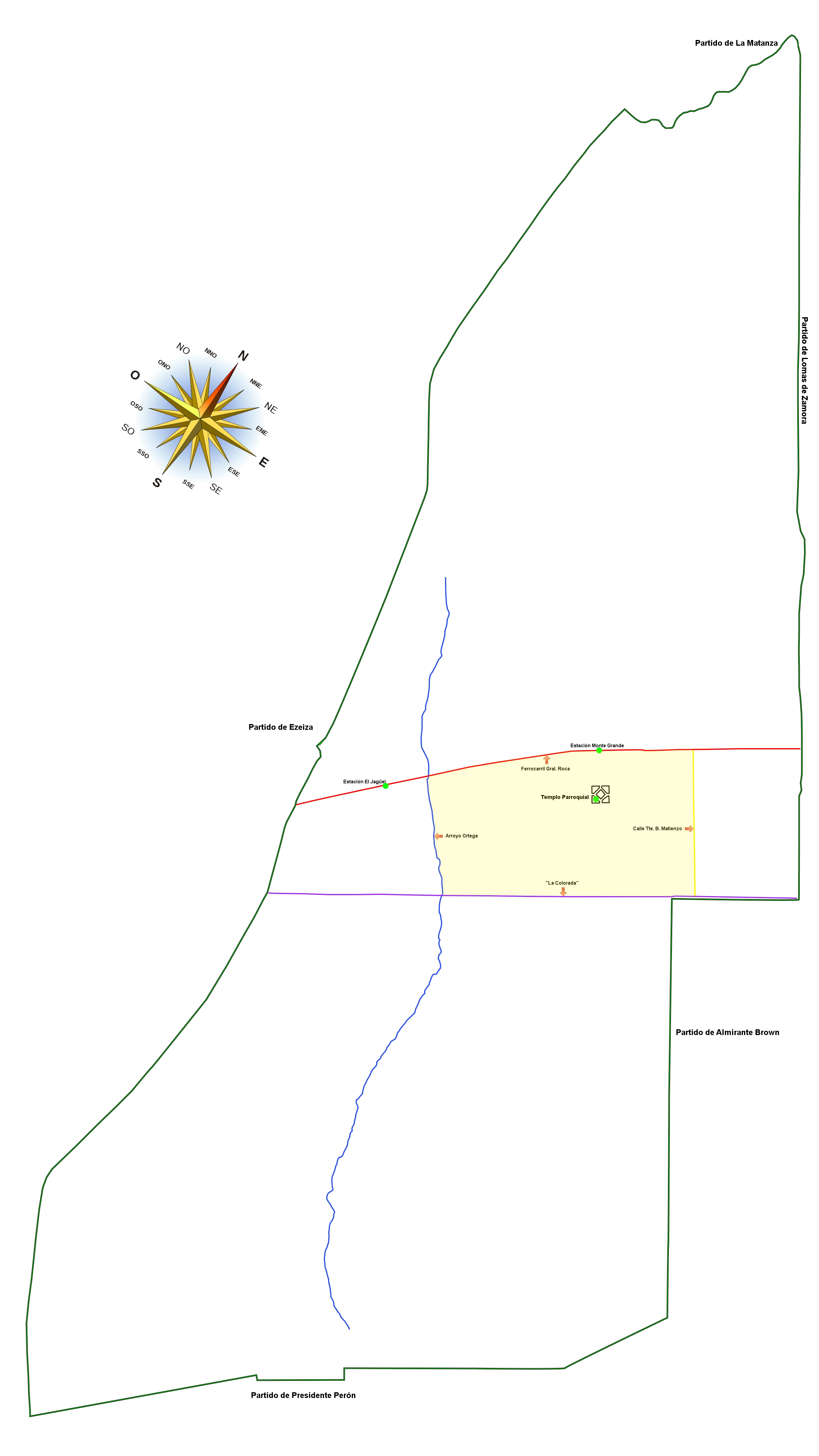
Territorio que abarca la Parroquia Inmaculada Concepción de Monte Grande en el distrito de Esteban Echeverría.

La Parroquia Inmaculada Concepción de Monte Grande pertenece a la Diócesis de Lomas de Zamora y fue erigida como tal el 6 de junio de 1914. En la actualidad abarca a la totalidad de los fieles residentes dentro del área geográfica comprendida entre el Arroyo Ortega (suroeste), las vías del Ferrocarril General Roca (noroeste), la calle Tte. Benjamín Matienzo (noreste) y las Avenidas Pedro Dreyer y Pedro Suárez, denominadas popularmente como "La Colorada" (sudeste). Posee bajo su jurisdicción dos capillas: Nuestra Señora de los Remedios (ubicada en el Policlínico Municipal Sofía Terrero de Santamarina) y San José (situada entre las calles Chiriguano y Saavedra - localidad de "El Jagüel").
El templo parroquial perteneciente a esta Parroquia se encuentra ubicado en la localidad de Monte Grande, Partido de Esteban Echeverría, Provincia de Buenos Aires, República Argentina. Frente a este se halla la Plaza Bartolomé Mitre, la cual además se encuentra circundada por el Palacio Municipal, la Escuela N° 1 "Domingo Faustino Sarmiento", la Comisaría 1ª de Esteban Echeverría y el ex Hospital San José (actualmente utilizado como edificio municipal de la "Casa de la Cultura")
El link de  coordenadas del templo en sistemas de ubicación global (como por ejemplo Google Maps) es el siguiente: 34°49′12.8″S 58°27′58.1″O / -34.820222, -58.466139

## Historia

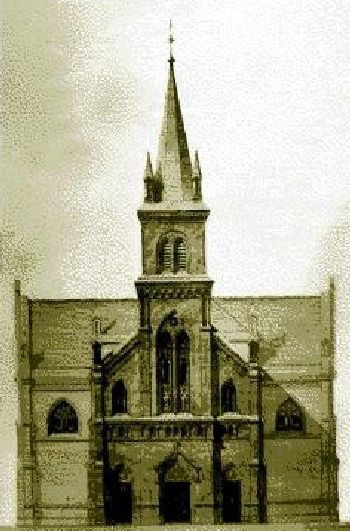
Diseño original del edificio (1889).

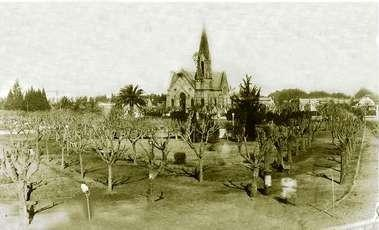
Fotografía antigua del edificio parroquial finalizado.

En el año 1896 un grupo de vecinas del lugar se reunió a fin de idear la construcción de un templo parroquial. Posteriormente, en el mes de octubre de 1897, es elevada una carta al Obispo de La Plata, Monseñor Castellano, solicitándole autorización para la formación de una comisión que recaudaría fondos para la construcción del edificio. El pedido fue tramitado satisfactoriamente y el día 2 de noviembre de 1897 se realizó la celebración en presencia de todo el pueblo.
La construcción del templo, muy distinto al que diseñaran "Coni, Sansinena y Cía." (propietarios del loteo que diera origen al pueblo de Monte Grande), se comenzó en 1904, cuando Monseñor Juan N. Terrero y Escalada toma posesión del terreno de 35×40 m para la construcción de la iglesia de Monte Grande y bendice la piedra fundamental. Por ese entonces los vecinos habían logrado recaudar la suma de veinte mil pesos, dinero que alcanzó para solventar el gasto derivado de materiales, mano de obra y mobiliario, entre otras cosas. Con el paso del tiempo, pudo construirse la torre del templo a un costo de nueve mil quinientos pesos, la cual fue erigida por Siro Petrazzini.
Los primeros cincuenta mil ladrillos se adquirieron al Señor Pedro Morando, quien poseía sus hornos en Tristán Suárez. Desde esa localidad fueron trasladados en ferrocarril hasta la estación local, para luego finalizar el recorrido en carreta hasta el sitio de las obras. La construcción es de estilo gótico, muy parecido al estilo arquitectónico de la Catedral de Cracovia, el altar es de origen italiano y está realizado en roble trabajado a mano. Este y otros mobiliarios (bancos con reclinatorios, etc.) fueron donados por Luis Guillón y Pedro Reta, también colaboraron aportando distintos materiales los señores Bartolomé Rocca, Herminio Constanzó, Miguel García Fernández, Nicolás Bruzzone, Cayetano Jesús de Ugarteche, Eduardo Zenaville y Jorge Pasman Miles, entre otros.
El día 8 de diciembre de 1905 finalizó la construcción del templo parroquial (sin la torre), siendo bendecido por el Obispo de La Plata, Monseñor Juan N. Terrero, el orador sagrado fue Fray Modesto Beco (perteneciente a la obra de Santo Domingo). Por ese entonces, las Misas eran celebradas por distintos sacerdotes que venían al pueblo a oficiarlas, tales como los capellanes Serafín Gattaone y Salvador Pisani. Como el número de fieles era cada vez mayor, se requería un sacerdote que viviera junto a ellos, así es que en el año 1907 la capellanía de Monte Grande recibió su primer vicario residencial, Padre Pedro José Milano.
En los primeros días de 1909 llega el segundo párroco, Luis D'Ambrosio, pues el Padre Milano fue trasladado a otra corporación religiosa. El nuevo sacerdote fundó en marzo de 1911 el Colegio San Luis; participó activamente en las gestiones realizadas por los vecinos en el año 1913, que dieron como resultado la creación del Partido de Esteban Echeverría el día 9 de abril de ese mismo año. Las primeras campanas de la torre fueron donadas, una por doña Sofía Terrero de Santamarina, y la otra por Luis Guillón.
En junio de 1914 las autoridades eclesiásticas de La Plata, resuelven ascender la Vicaría a "Parroquia", poniéndola bajo el patrocinio de la Santísima Virgen María en su título de la Inmaculada Concepción. Al año se ordena cambiar la imagen de la Virgen de Lourdes por la imagen que representa a la Inmaculada Concepción.
Durante el año 1918 el Padre D’ambrosio, por problemas de salud, decide retirarse a la Iglesia San Nicolás de Bari de Buenos Aires. Lo reemplaza el Padre Manuel Sureda y Esplugas, quien fundó la Sociedad de Damas de Beneficencia y estuvo al frente de la Parroquia hasta 1927. En el mes de enero de ese mismo año, toma posesión como nuevo párroco el Padre Orencio Antonio Mainer, quien encaró varias modificaciones y ampliaciones en la iglesia, siempre con el aporte de los feligreses. El padre Mainer fundó el 27 de noviembre la Congregación de las Hijas de María y la Acción Católica, siendo su primer presidente el Sr. Ghersi. El día 7 de enero de 1941, preocupado por las obras eucarísticas de los enfermos, funda la cofradía de la "Obra Eucarística de los Enfermos" establecida por su Santidad Pío XI en el año 1938.
El padre Mainer fallece en enero de 1950, y, por disposición especial, es sepultado en el atrio de la iglesia. Posteriormente sus restos fueron trasladados al pie de la imagen de Nuestra Señora de la Medalla Milagrosa. Entonces es designado párroco el Presbítero Ernesto Félix Grondona, quien permanece en la Parroquia desde el año 1950 hasta 1965. El P. Grondona erigió la primera capilla, bajo la advocación del "Corazón Inmaculado de María", hoy Parroquia del Barrio Malvinas. El 25 de septiembre de 1954 la comunidad portuguesa dona la imagen de la Virgen de Fátima. El 28 de junio de 1959, visita por primera vez la parroquia el obispo titular, coadjutor y vicario general de Lomas de Zamora, monseñor Alejandro Schell.
En febrero del año 1965 y hasta 1994, asume la conducción de la parroquia el padre Oscar Juan Abadié. Bajo su gobierno pastoral se incrementa el número de capillas y centros catequísticos: "Nuestra Señora de Lourdes", "Nuestra Señora de Luján", "Nuestra Señora de la Medalla Milagrosa", "María Incoronata-Santa Bárbara", "Nuestra Señora de Itatí" y "Nuestra Señora de Fátima". A la par fueron creándose y creciendo instituciones de apostolado laico.
El 16 de abril de 1994 Monseñor Desiderio Elso Collino, Obispo de la Diócesis de Lomas de Zamora, le confió al Padre Jorge Vázquez la conducción de la Parroquia. En poco tiempo surgieron nuevos centros catequísticos como " Nuestra Señora del Rosario de San Nicolás", " Santa Lucía", " Santa Teresita" y "San José de La Gruta", La ermita de Schoenstatt en Colón al 4000. Asimismo, se creó el hogar para niños en riesgo "Inmaculada Concepción".
Durante esos años se realizaron necesarias obras de ampliación en el templo, lo cual se coronó con la solemne liturgia de la dedicación del altar y la iglesia, presidida por el Obispo Monseñor Desiderio Elso Collino, el día 27 de mayo del año 2000.
En abril del 2003, el Padre Jorge Vázquez es trasladado como Párroco a la Catedral Nuestra Señora de la Paz de Lomas de Zamora, por disposición del Obispo Agustín Roberto Radrizzani (sucesor de Monseñor Collino). En mayo del mismo año asume como Párroco Monseñor Roberto Juan González Raeta. Durante su ministerio se destaca el constante empeño en la formación integral del laicado, el desarrollo de la Pastoral de la Salud y la Vida y Cáritas Parroquial. Por otro lado, se realizaron importantes aportes al embellecimiento del templo parroquial, con la incorporación de vitrales basados en obras pictóricas que nos relatan sobre nuestro Señor Jesucristo a través de la vida de su Madre, la Santísima Virgen María. Asimismo, se restauraron las imágenes del templo y se incorporaron nuevas imágenes como el Señor de la Paciencia y la Humildad, una imagen de El Nazareno y una imagen de vestir de Nuestra Señora de los Dolores.
En 24 de diciembre de 2007 la Capilla Nuestra Señora de Lourdes fue erigida Parroquia, pasando a tener bajo su jurisdicción las capillas "Nuestra Señora de la Medalla Milagrosa", " Santa Teresita", " Nuestra Señora del Rosario de San Nicolás", " Santa Lucía" y "Villa Inmaculada". En el mismo acto se nombró a su primer párroco, Presbítero Carlos Ramos.
El día domingo 15 de marzo de 2015, por disposición del Obispo Diocesano Mons. Jorge Rubén Lugones S.J., asume como nuevo Párroco de la Comunidad de la Inmaculada Concepción de Monte Grande, el Pbro. Carlos Cecilio Ramos. La Misa de asunción del padre Carlos Ramos fue presidida por Mons. Jorge Torres Carbonell, Obispo Auxiliar de la Diócesis de Lomas de Zamora.

## Párrocos que actuaron desde su fundación
- Pbro. Pedro José Milano (1906 - 1908)
- Pbro. Luis D'Ambrosio (1908 - 1918)
- Pbro. Manuel Sureda y Esplugas (1918 - 1927)
- Pbro. Orencio Antonio Mainer (1927 - 1950)
- Pbro. Ernesto Félix Grondona (1950 - 1965)
- Pbro. Oscar Juan Abadié (1967 - 1994)
- Pbro. Jorge Vázquez (1994 - 2003)
- Mons. Roberto Juan González Raeta (2003 - 2015)
- Pbro. Carlos Cecilio Ramos (2015 - actualidad)

## Capillas
- Capilla Nuestra Señora de los Remedios (ubicada en el Policlínico Municipal Sofía Terrero de Santamarina)
- Capilla San José (ubicada en la Quinta "La Sofía", de la familia Santamarina)
- Capilla Santa Bárbara

## Galería de imágenes

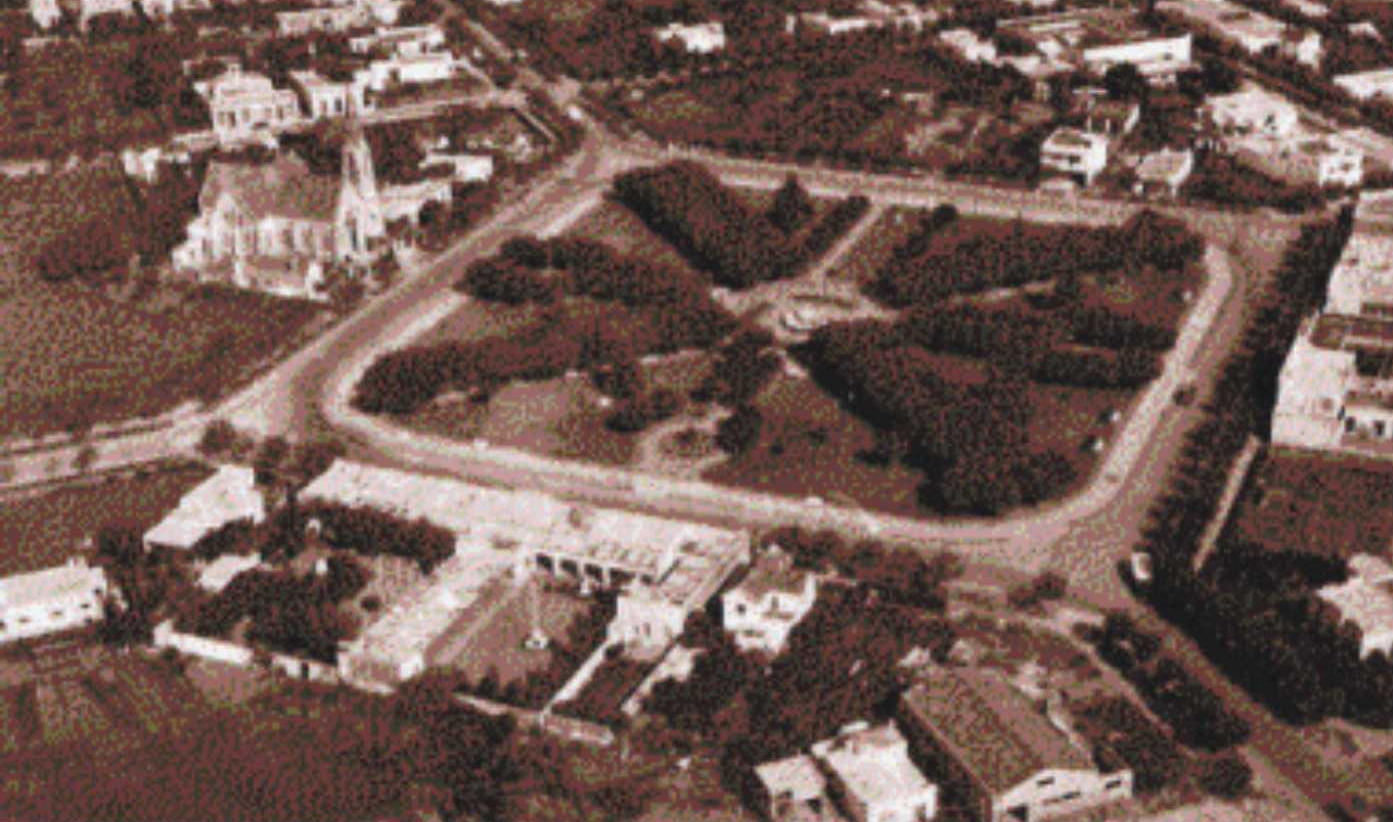
Vista aérea antigua del Templo Parroquial y la plaza Bartolomé Mitre
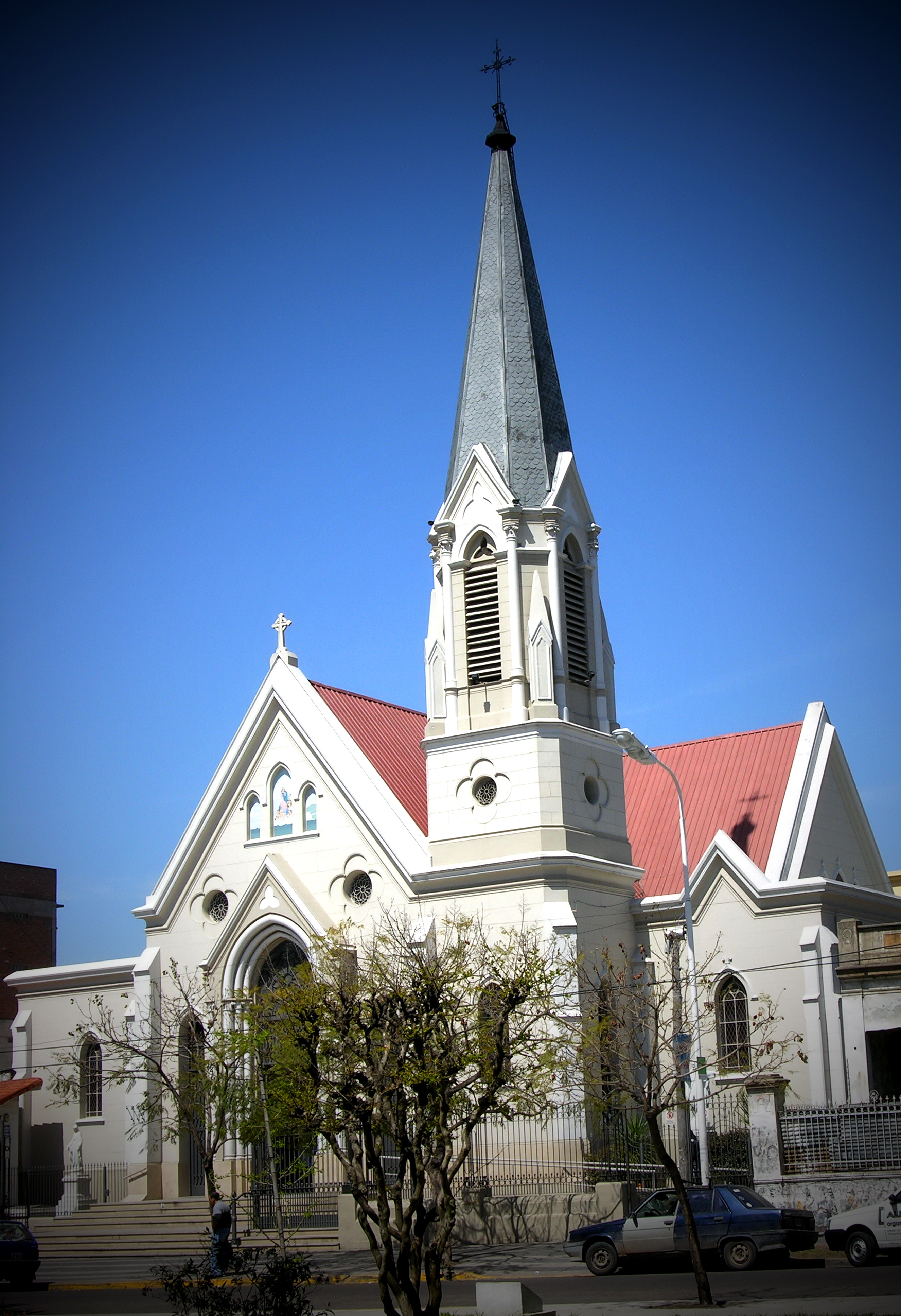
Vista desde la plaza B.Mitre
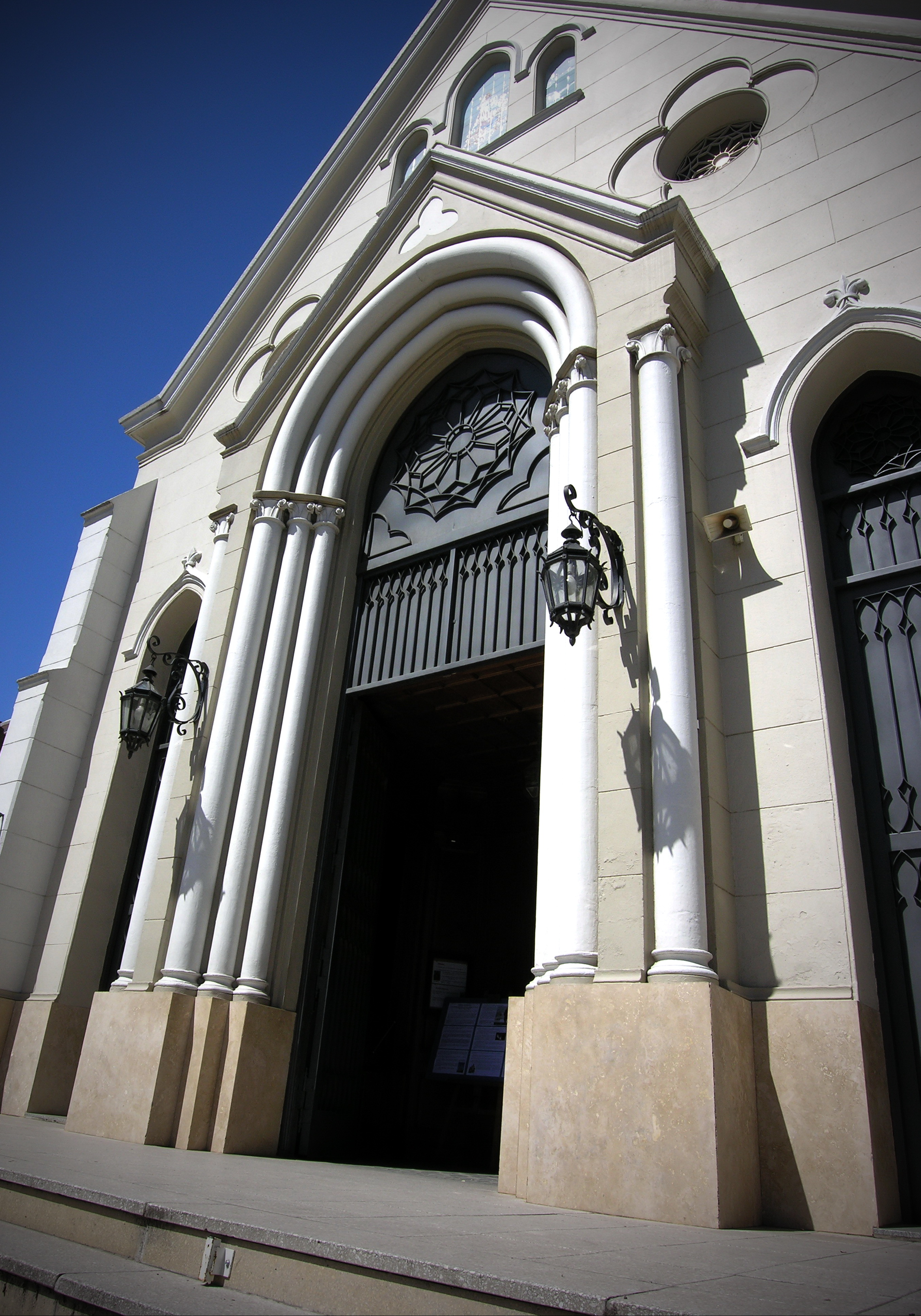
Frente de la parroquia
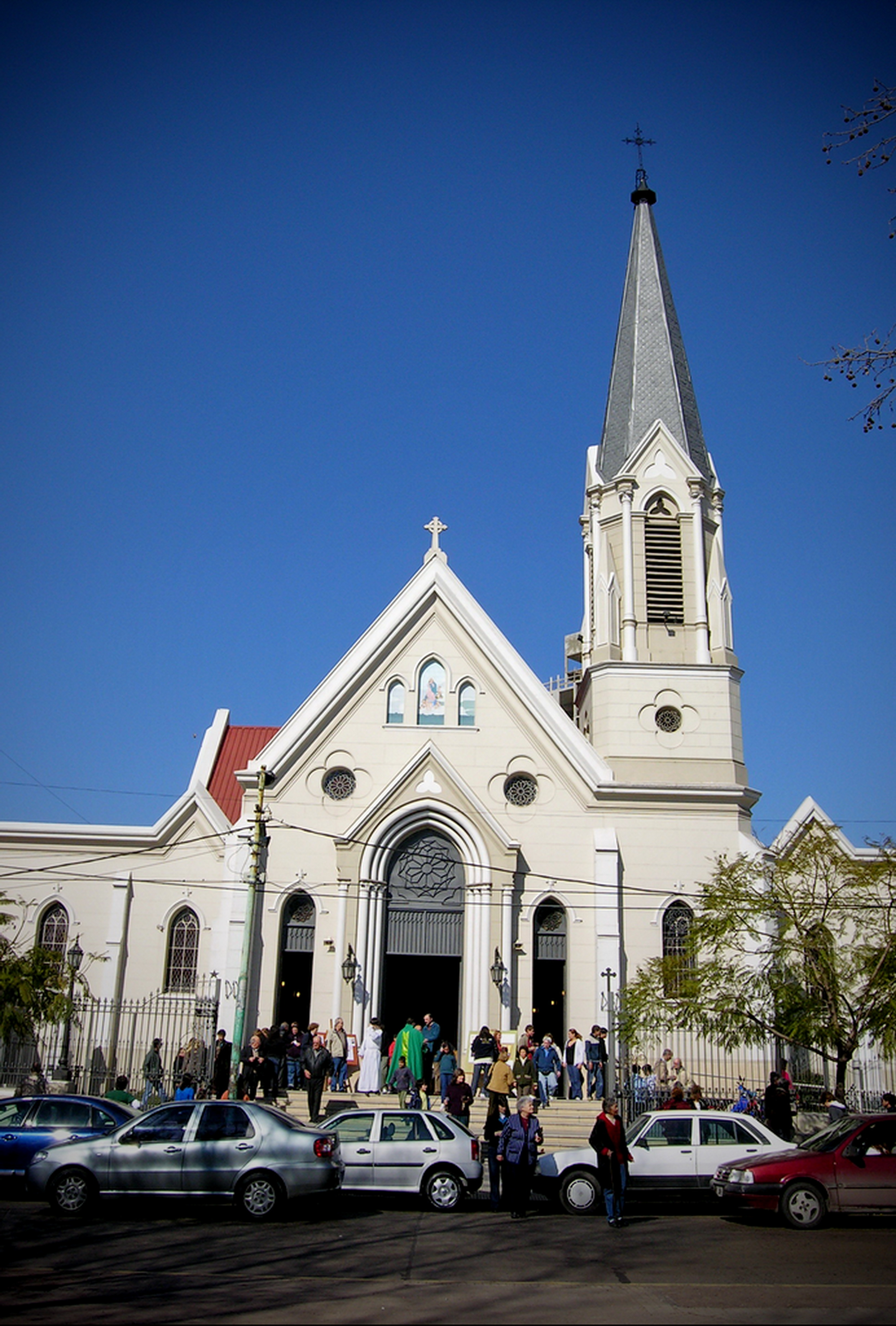
Salida después de la misa
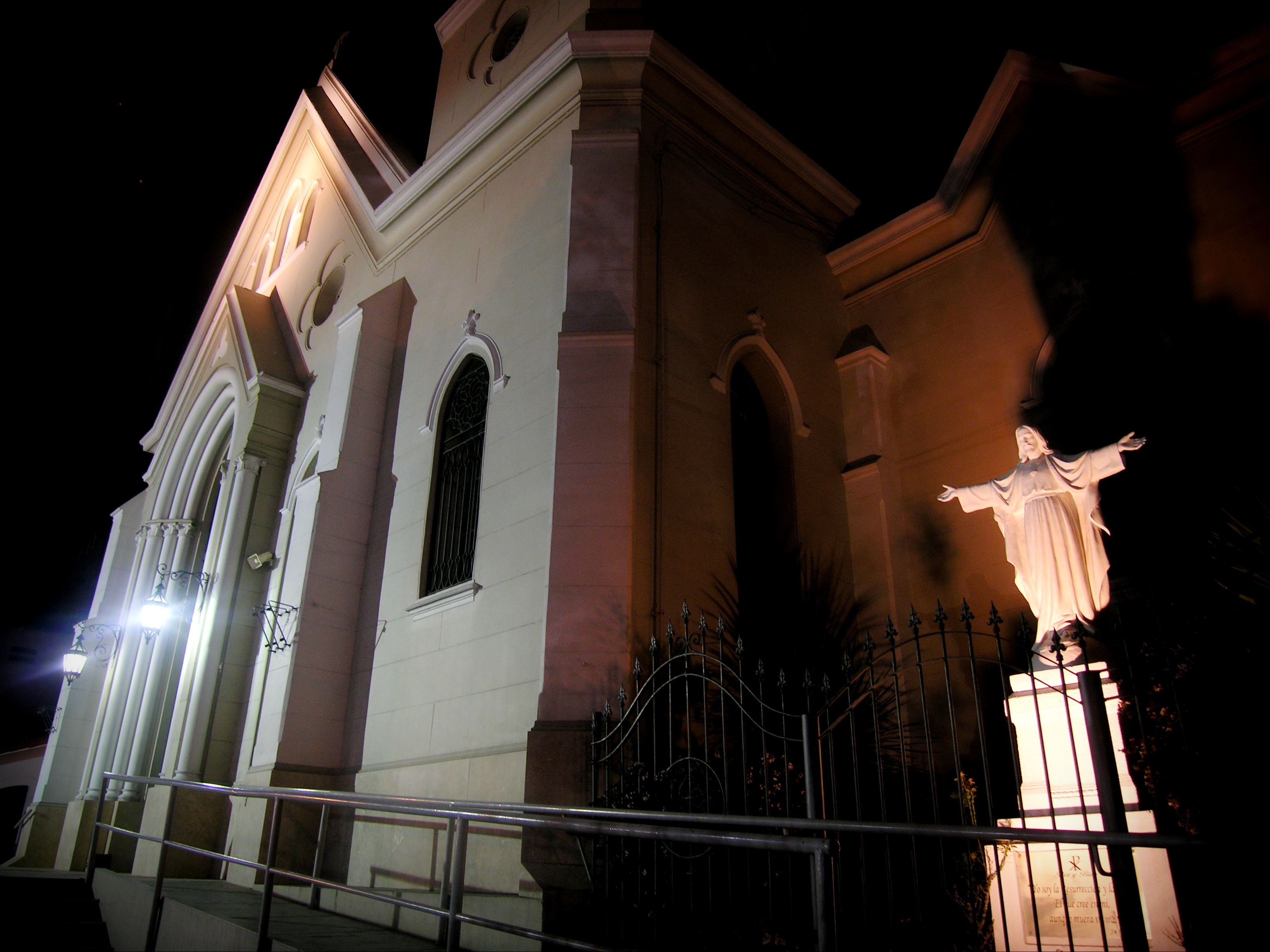
Fachada de noche
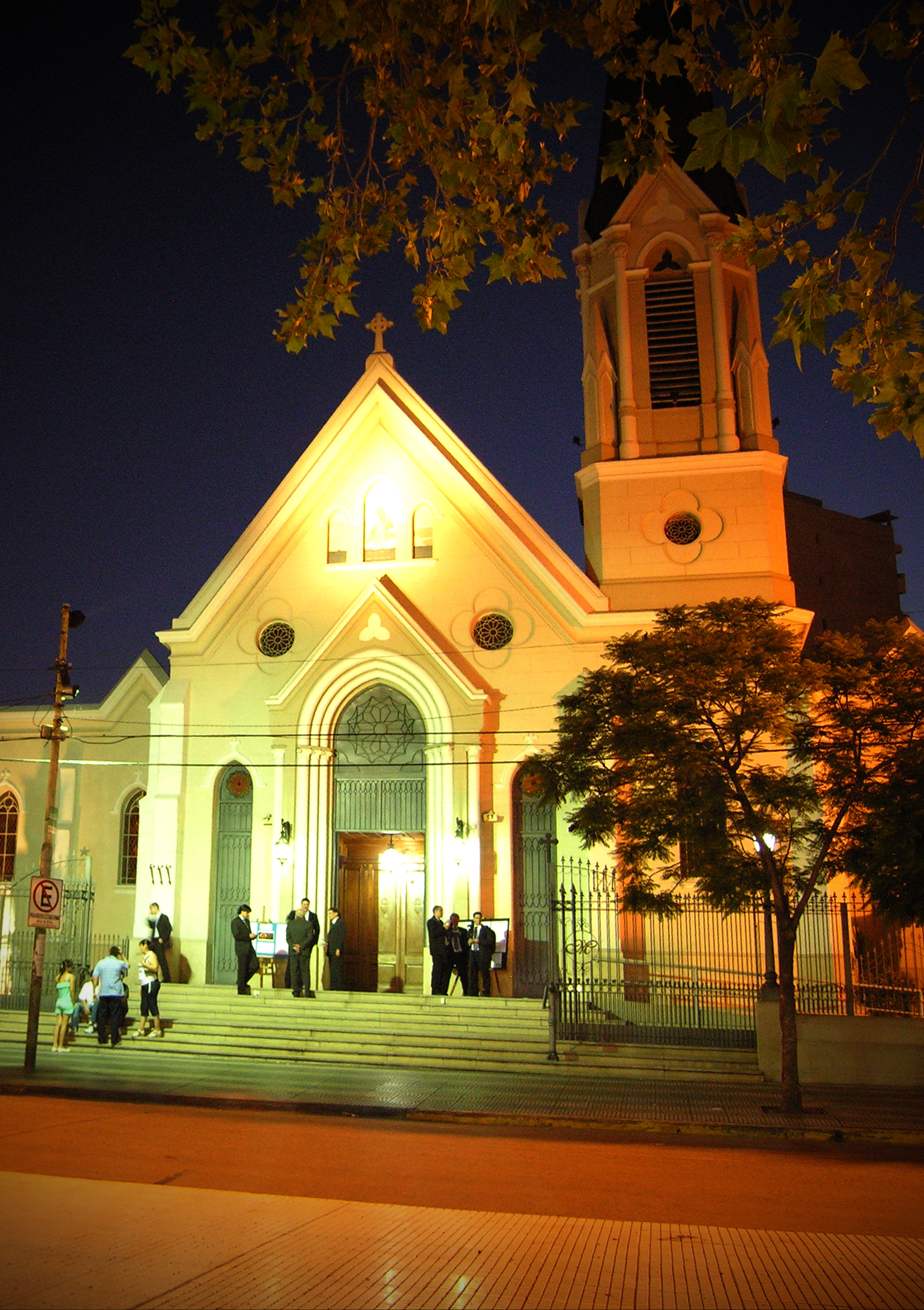
La parroquia de noche
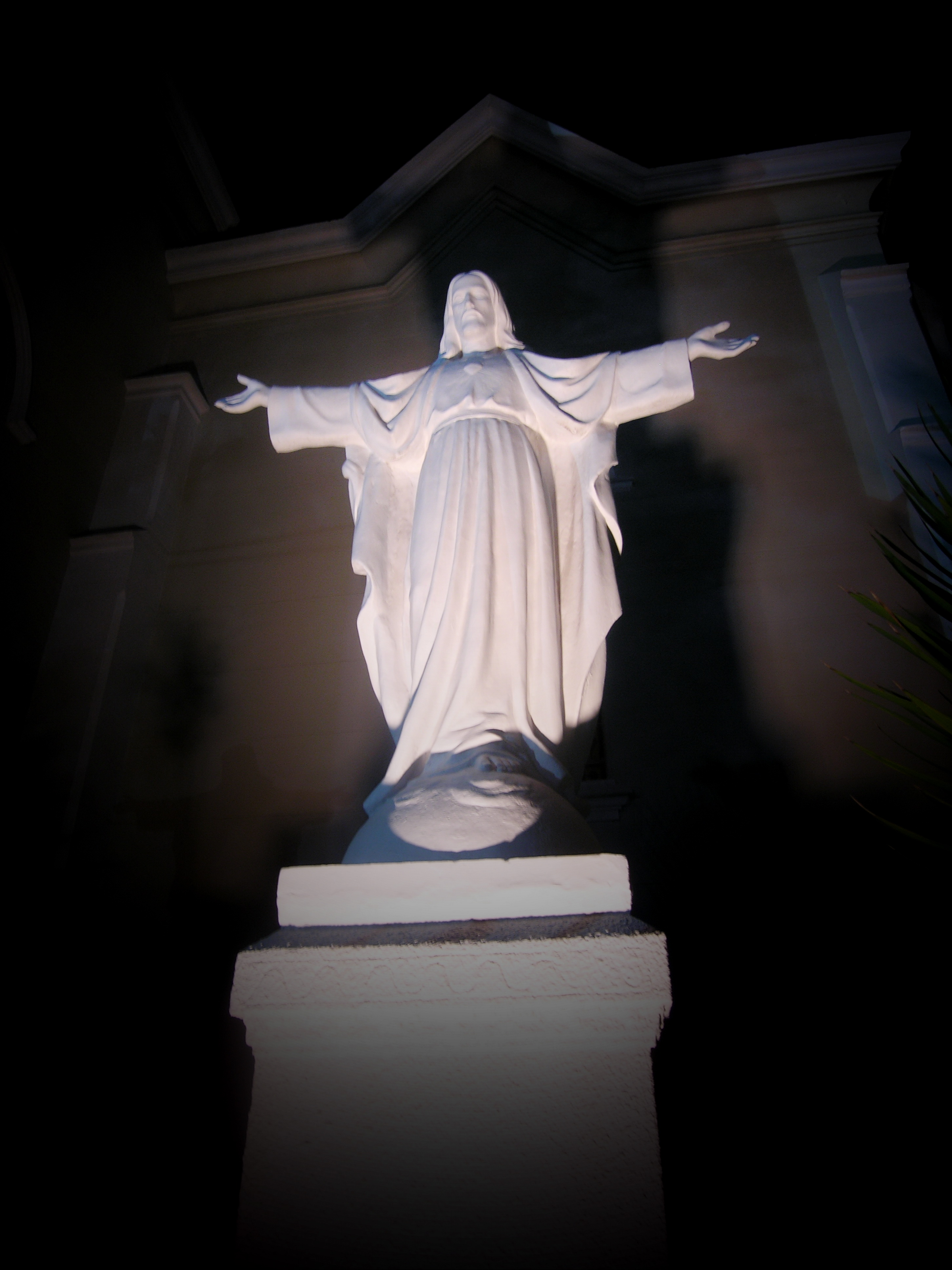
Cristo Redentor de noche.

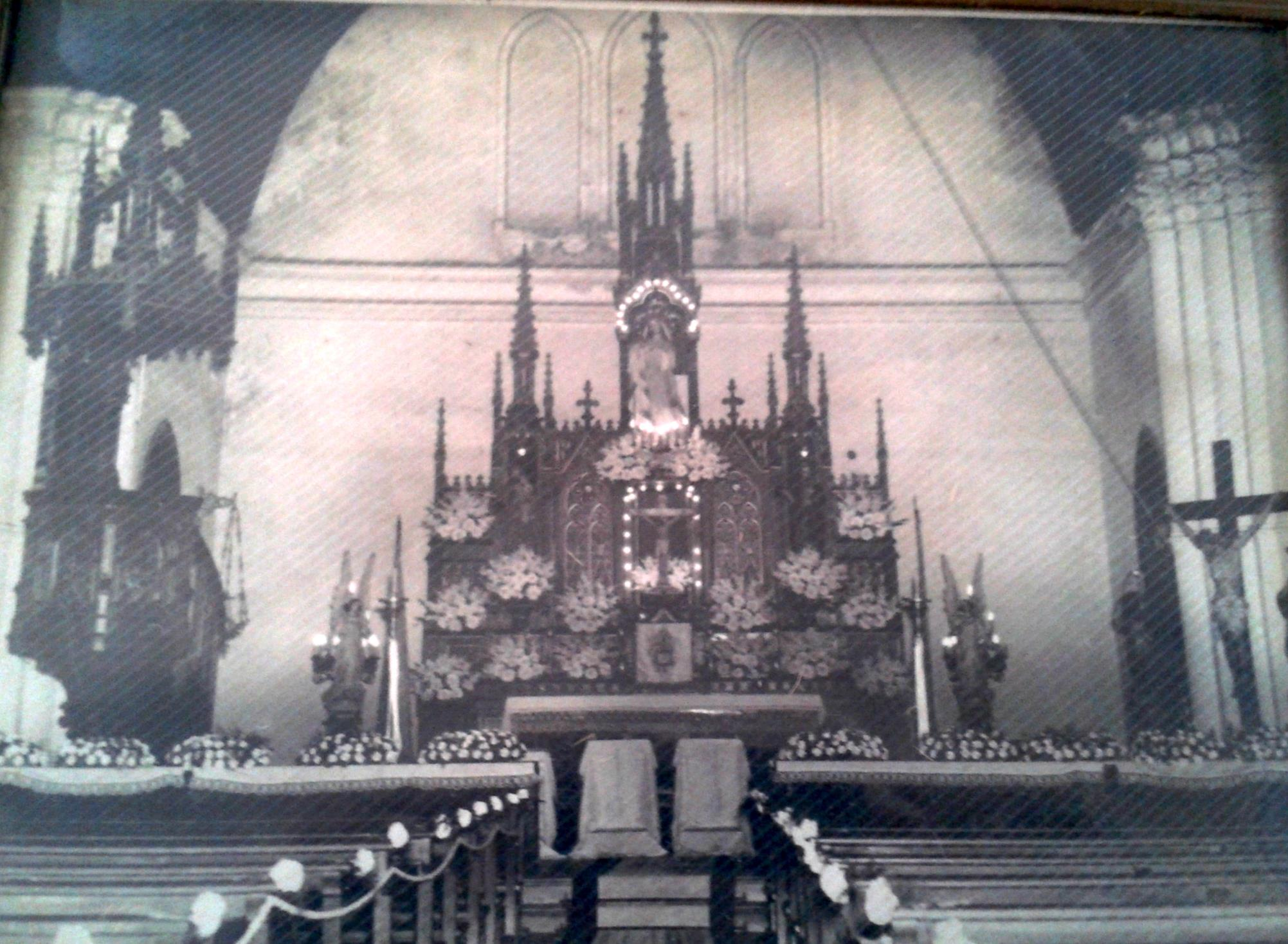
Parroquia Inmaculada Concepción de Monte Grande, Presbiterio, Retablo
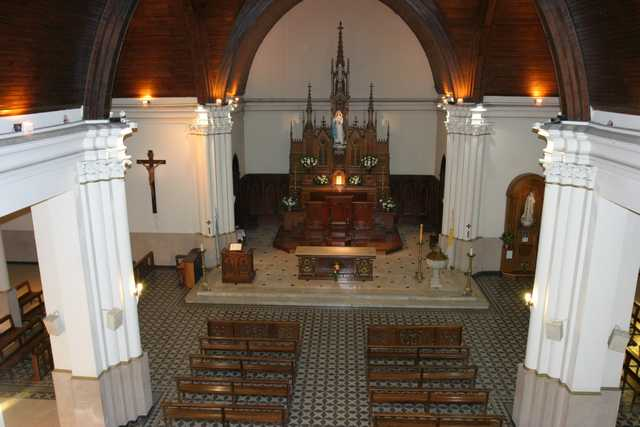
Vista panorámica del interior del Templo Parroquial.
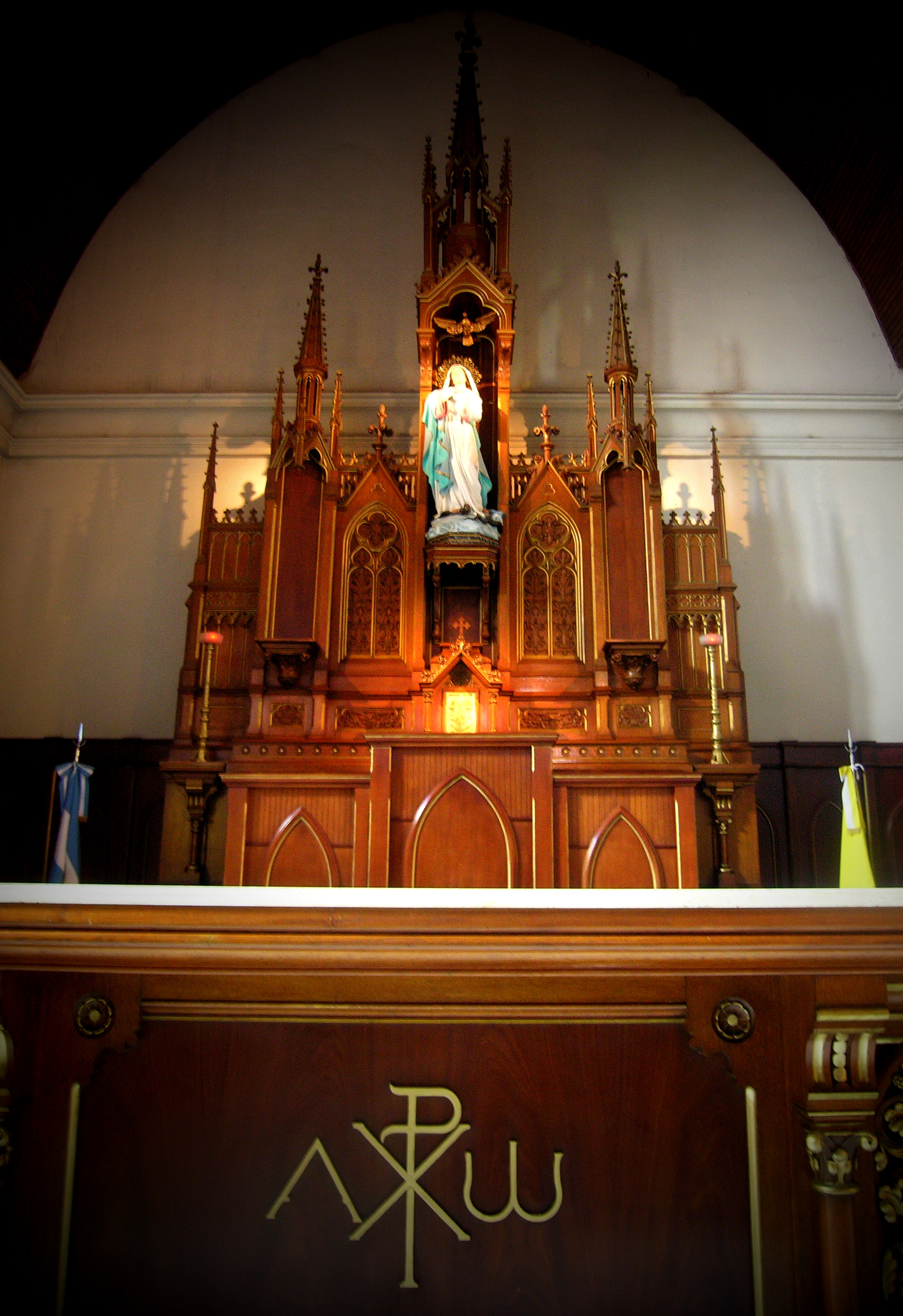
Altar
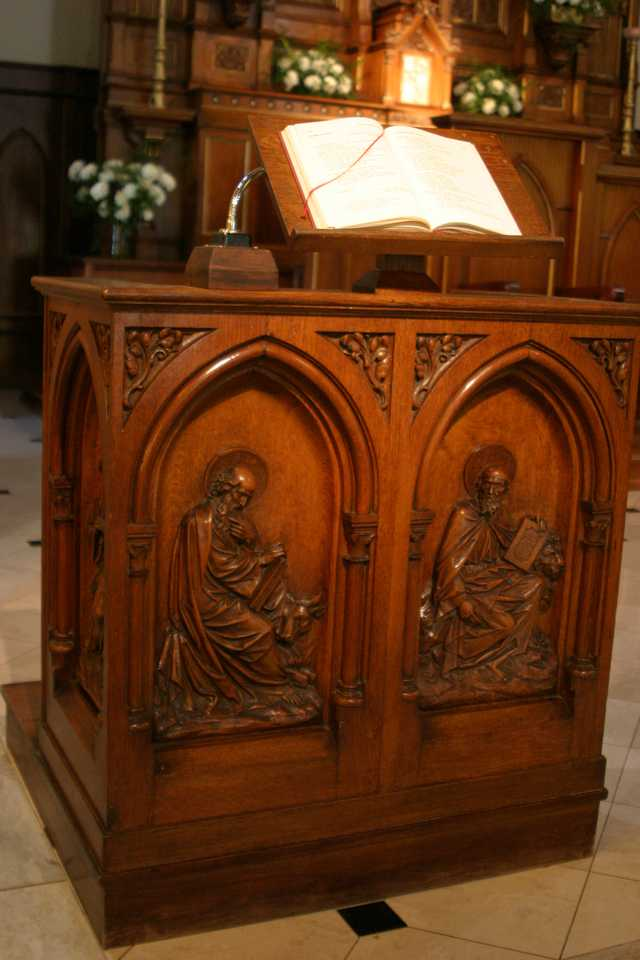
Ambón
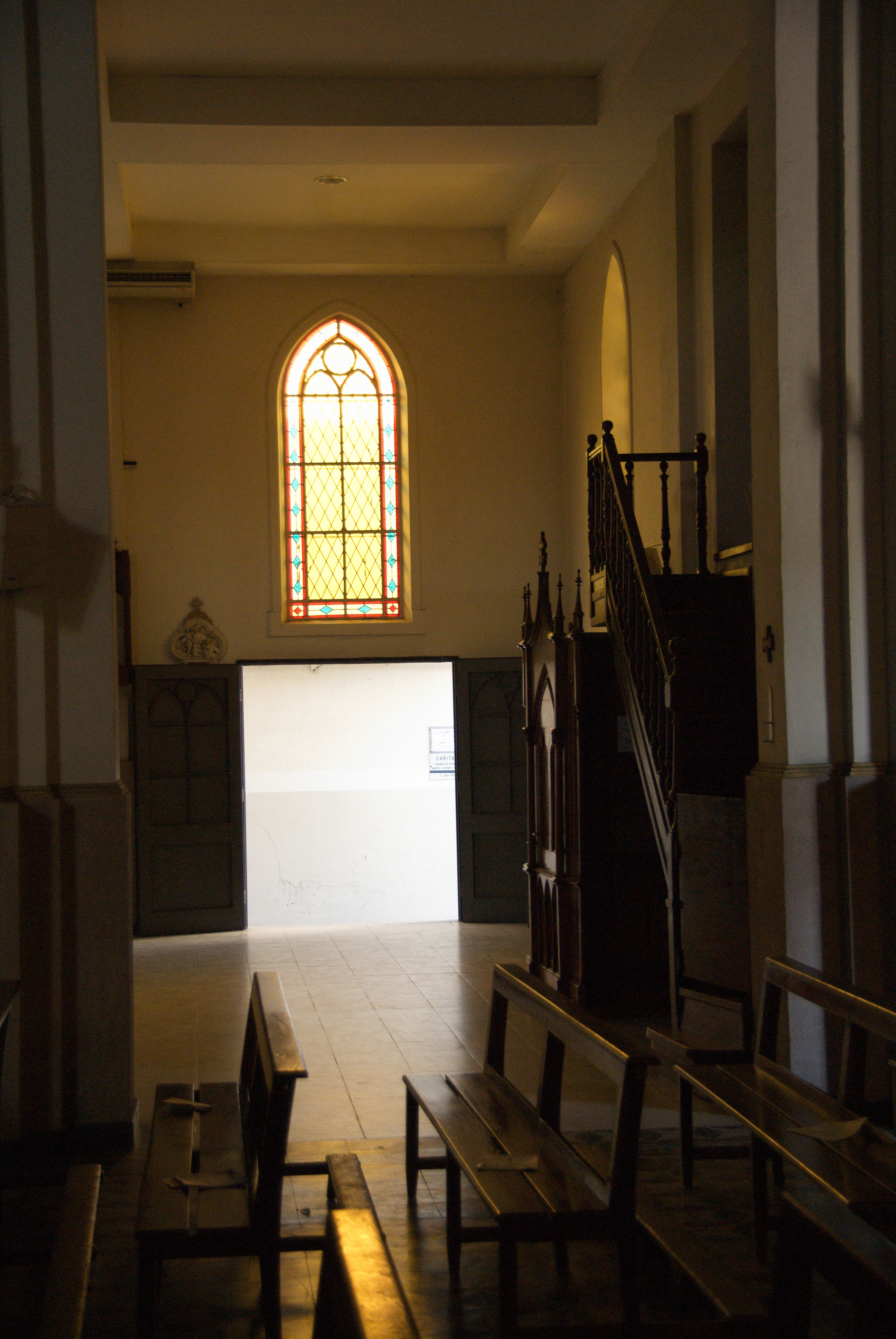
Interior de la parroquia.
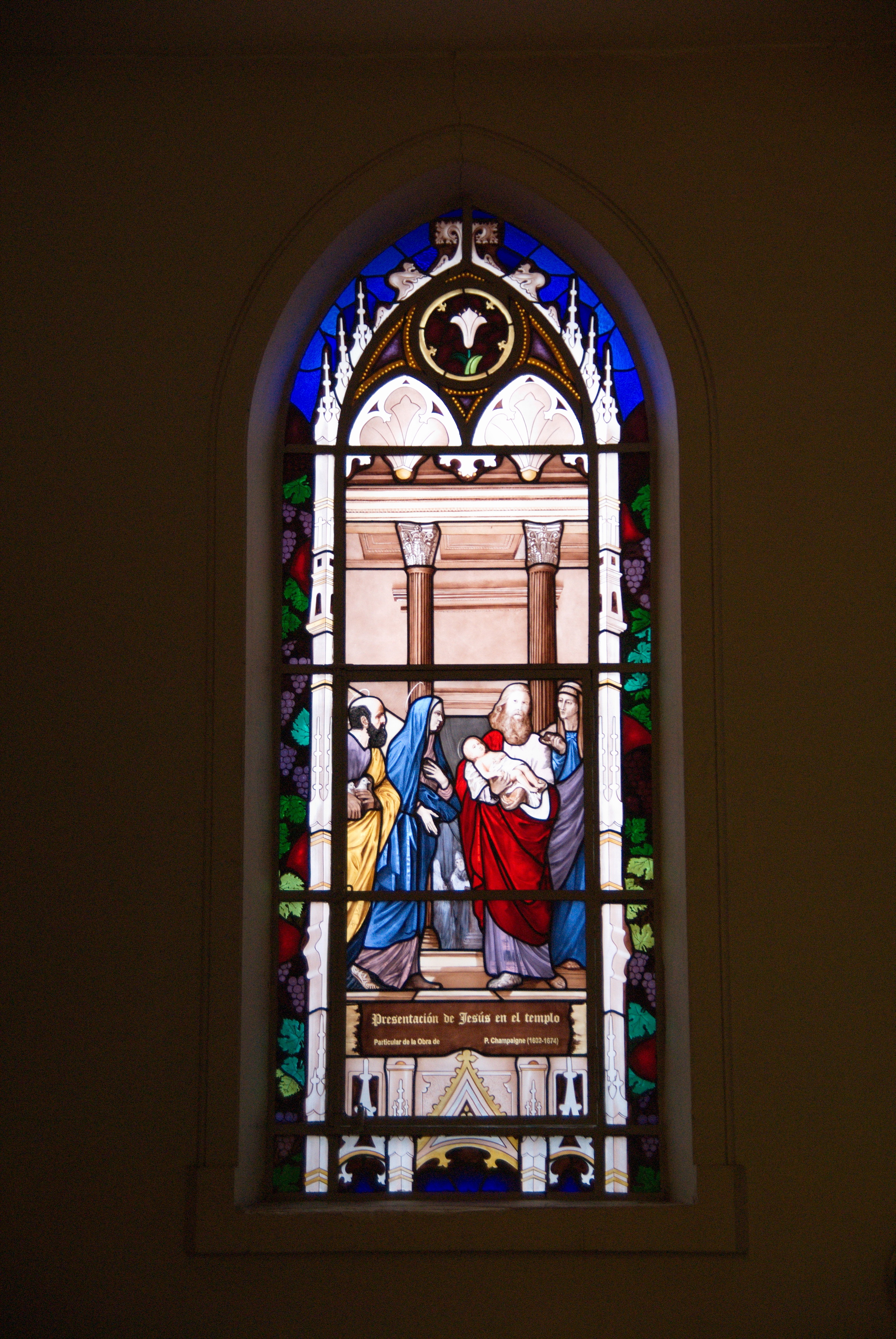
Vitrales.
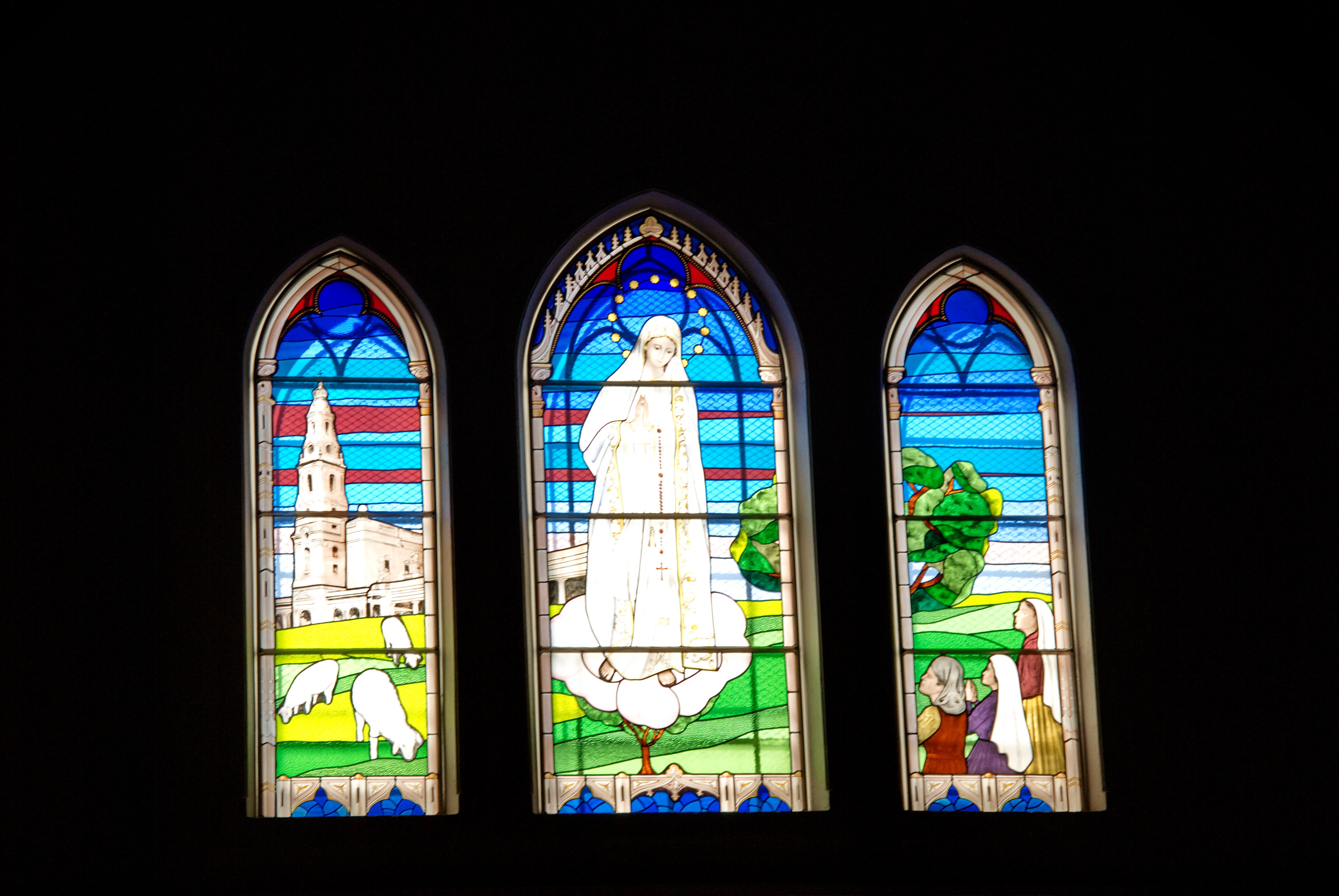
Vitrales
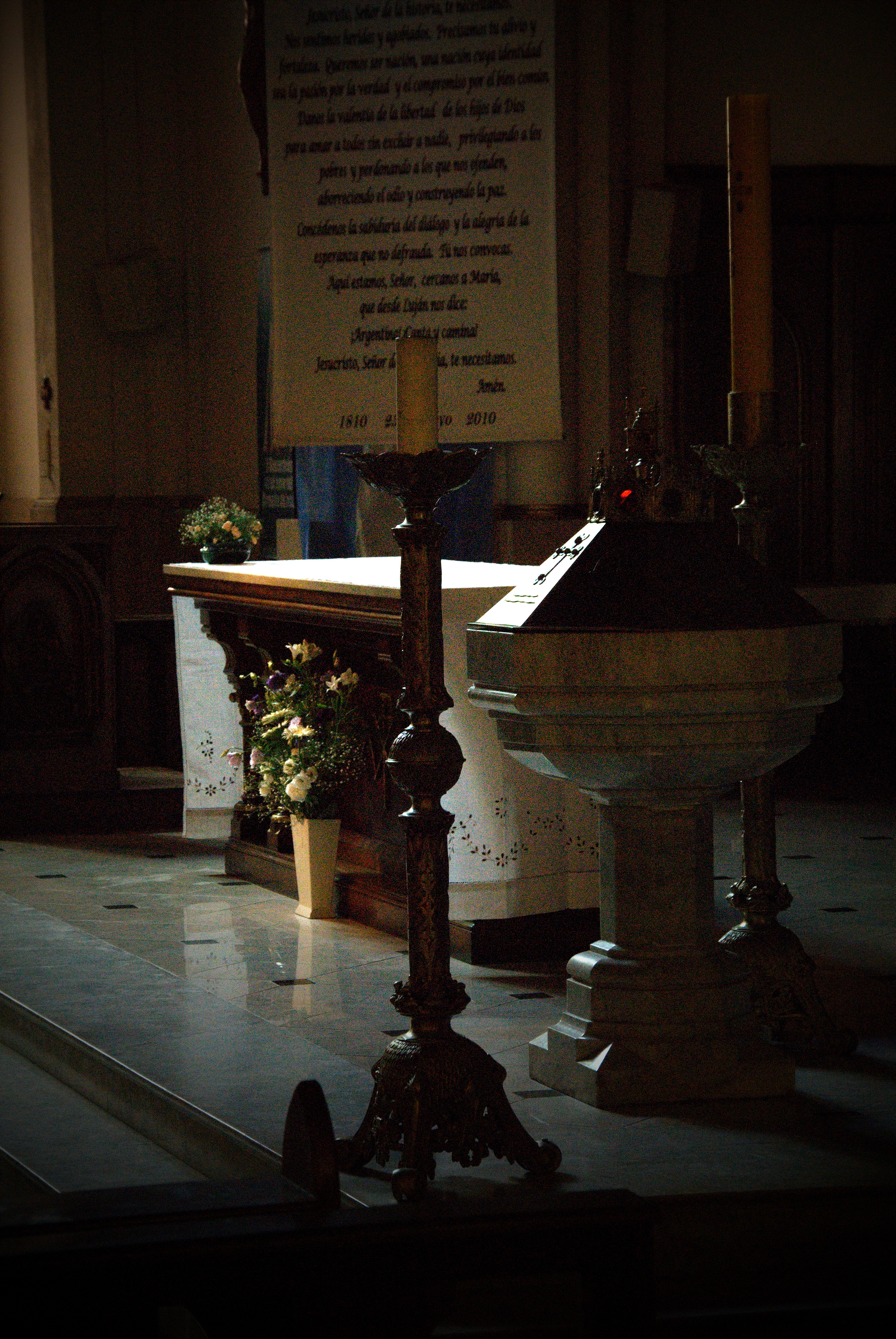
Altar y pila bautismal
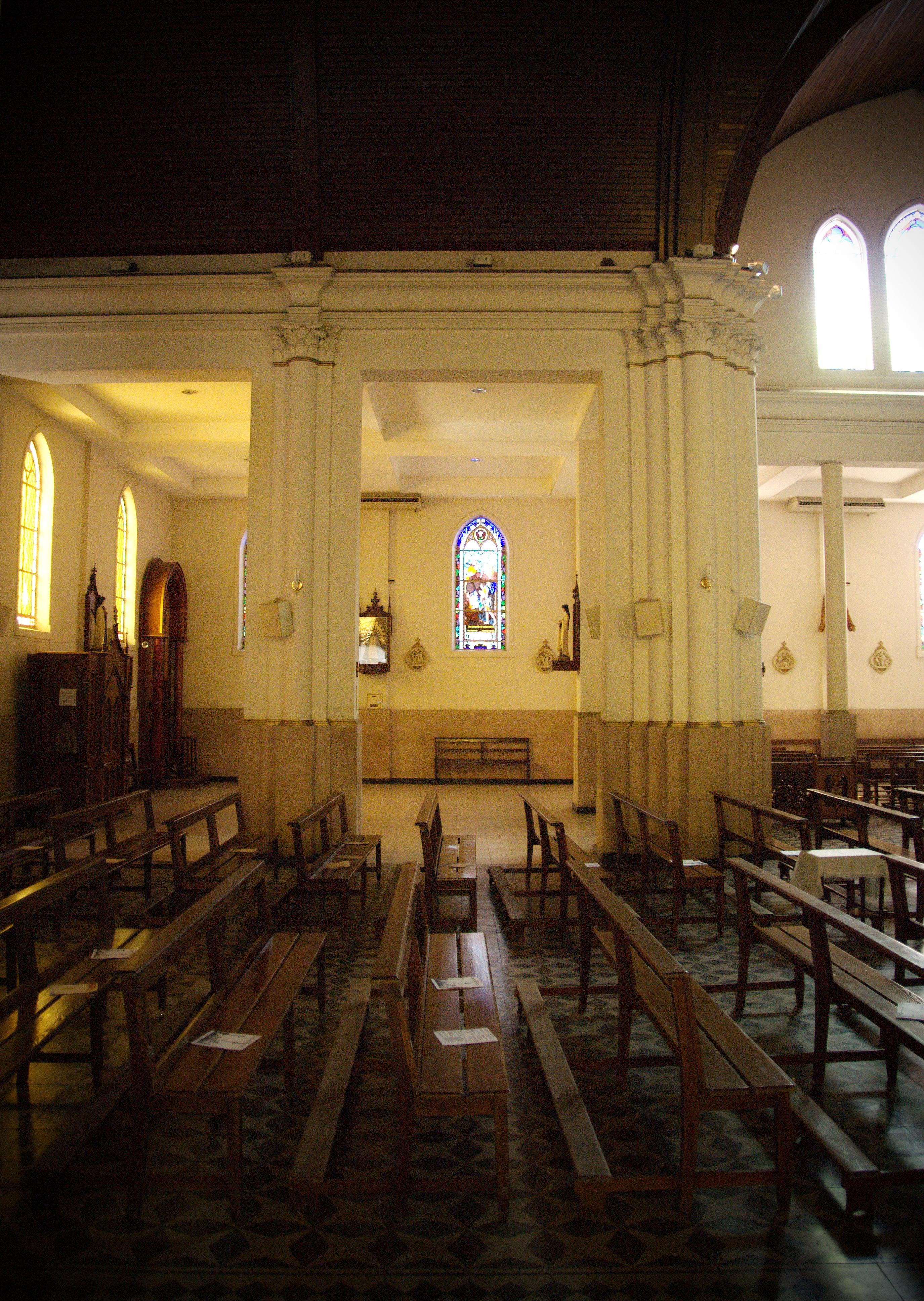
Parroquia Inmaculada Concepción
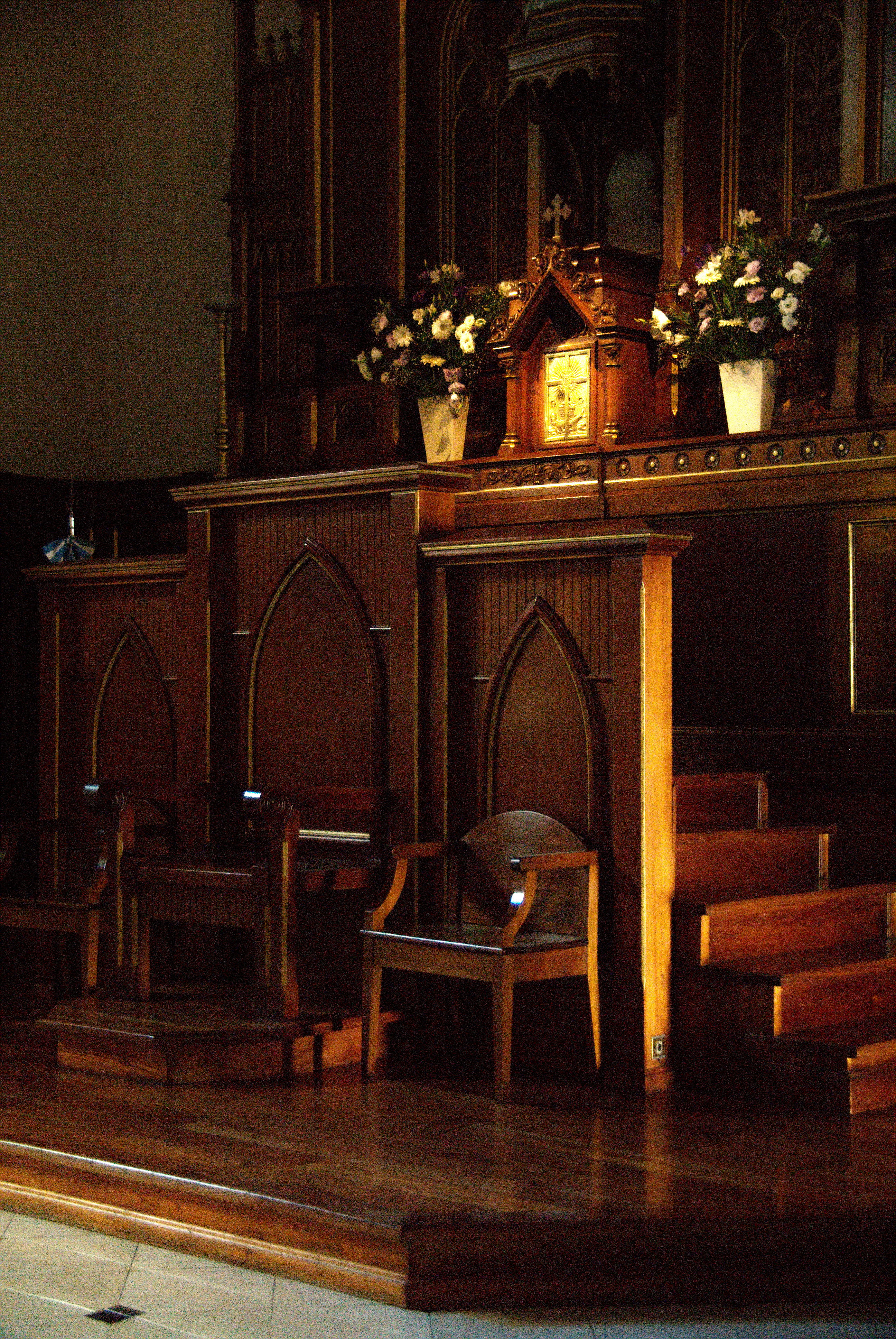
Sagrario y pila bautismal.
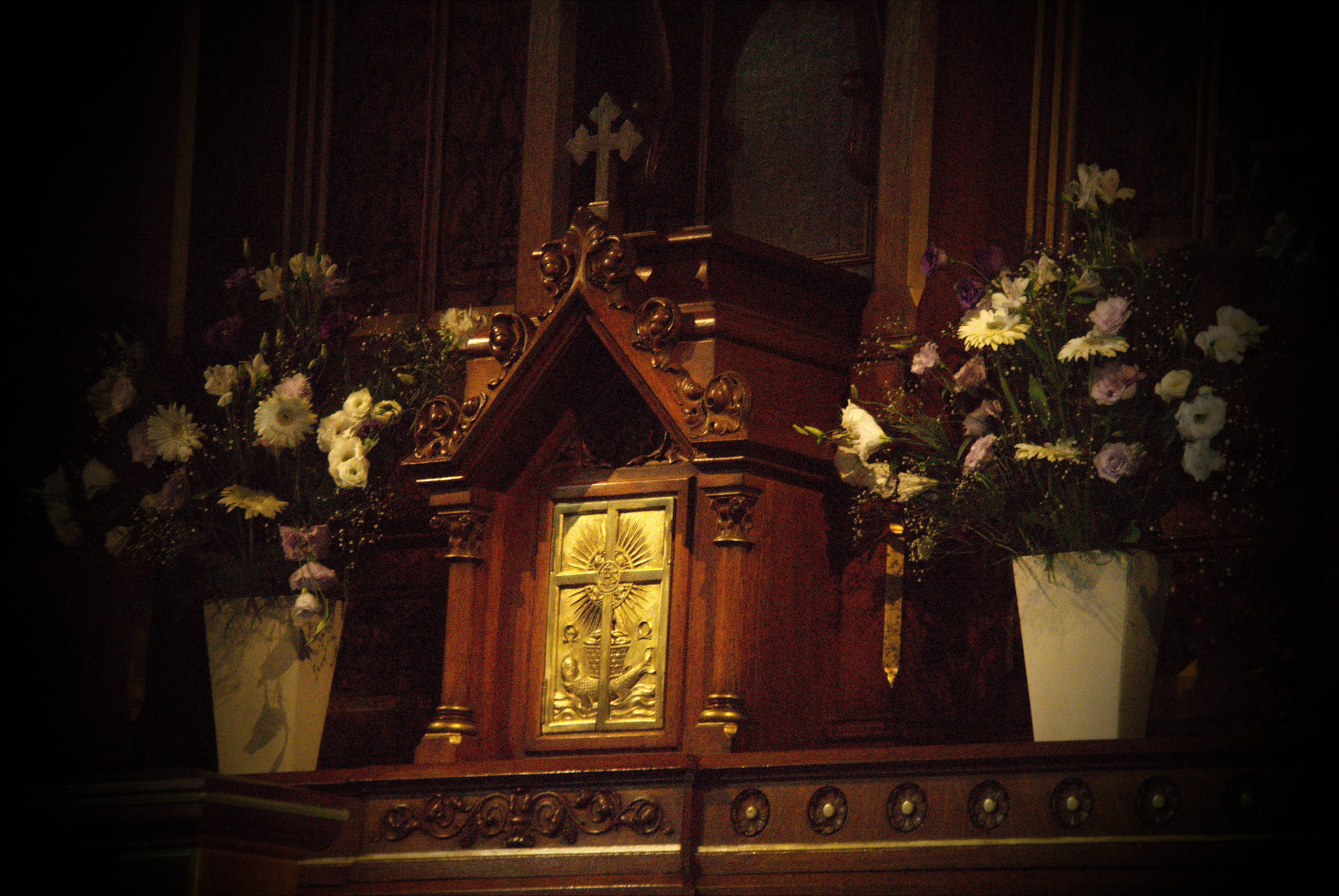
Sagrario.

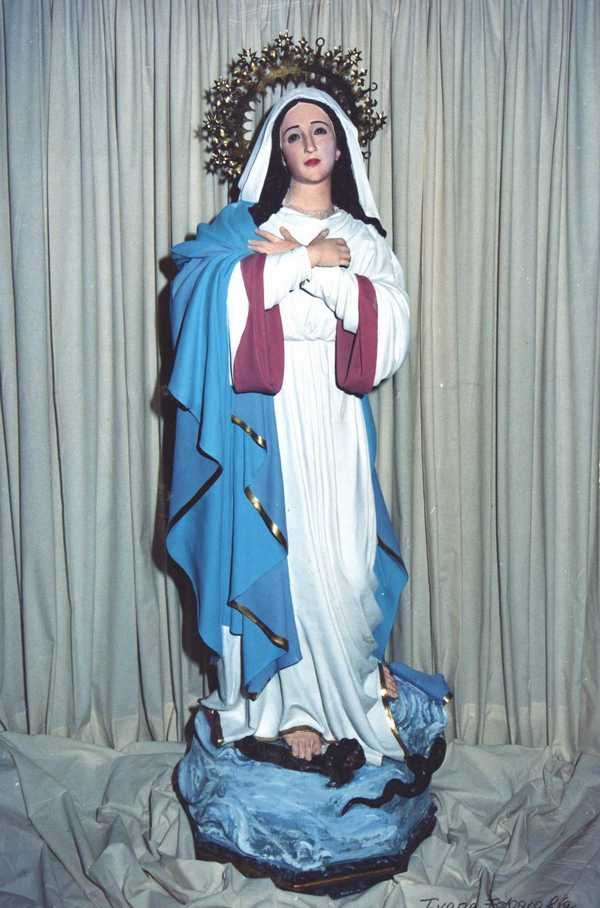
Imagen de la Inmaculada Concepción.
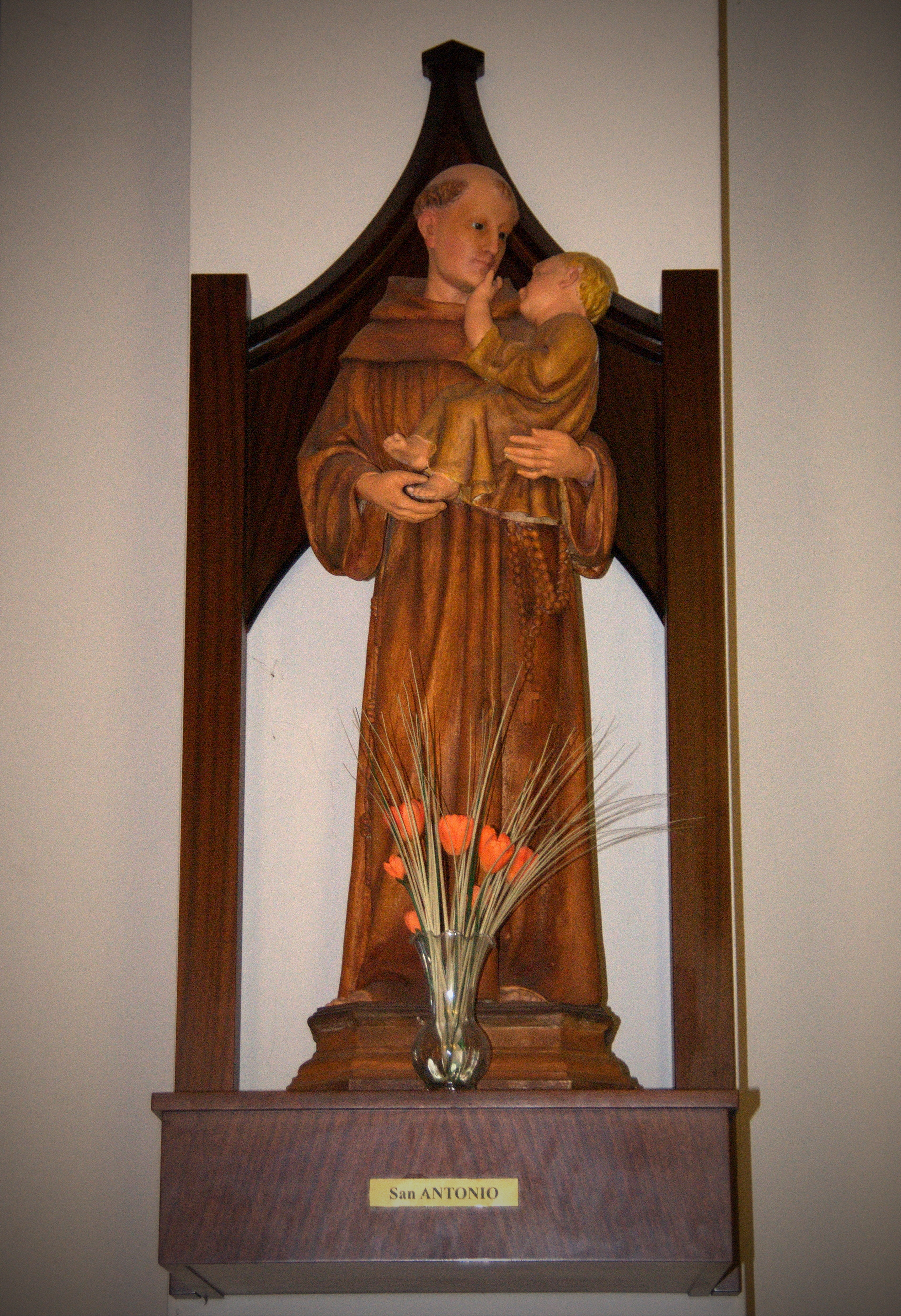
San Antonio.
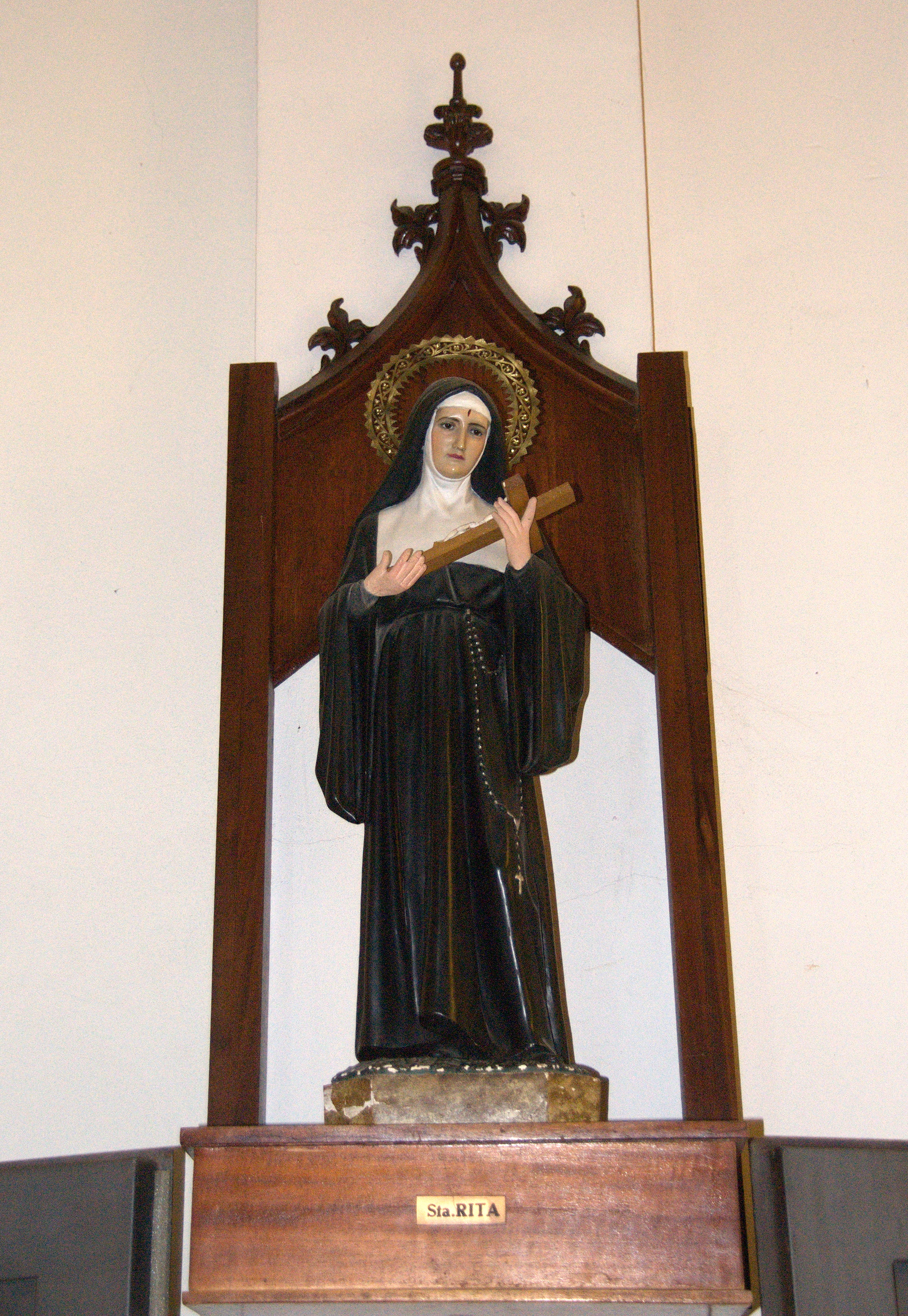
Santa Rita.
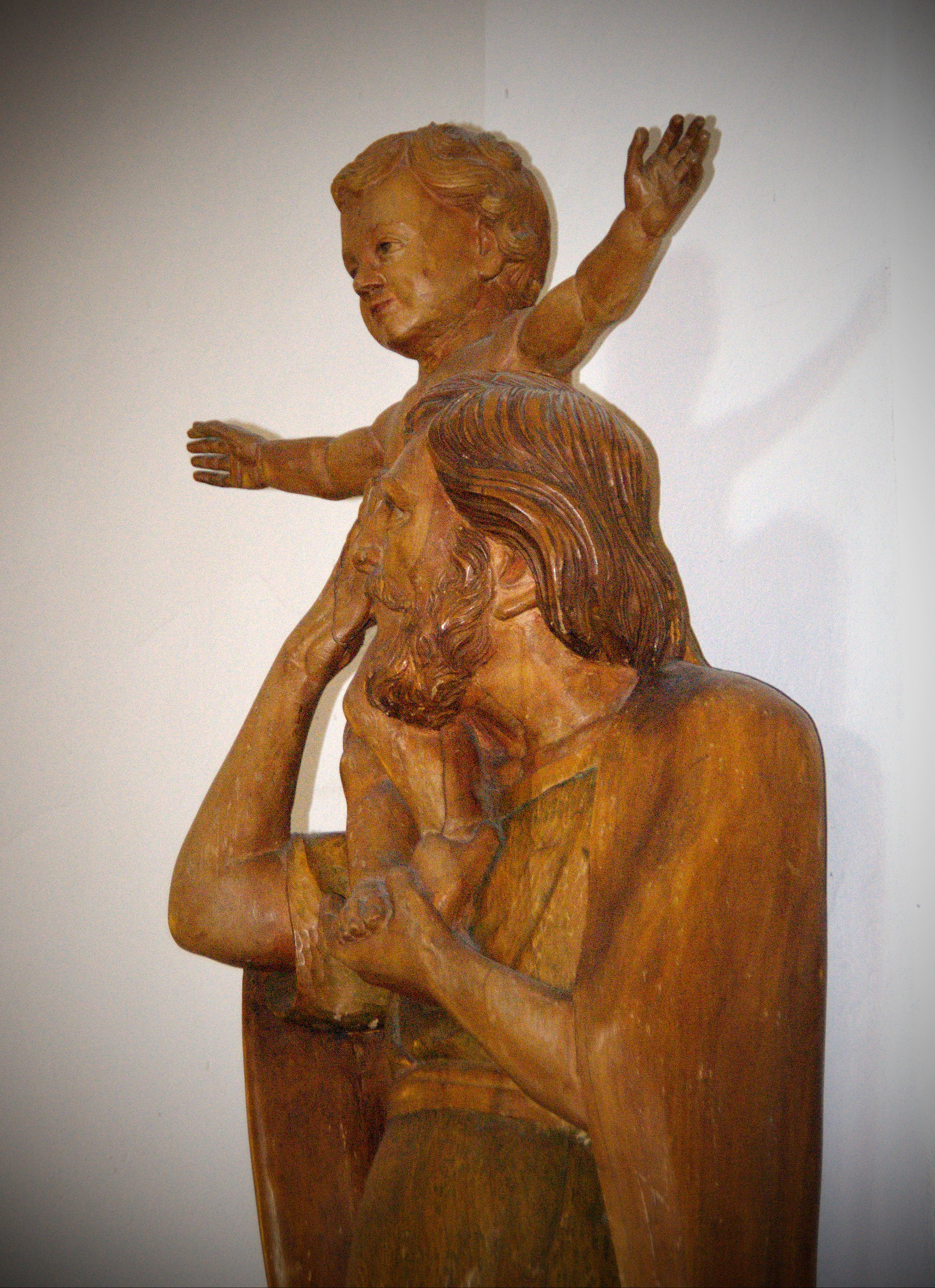
Imagen de San Cristóbal.
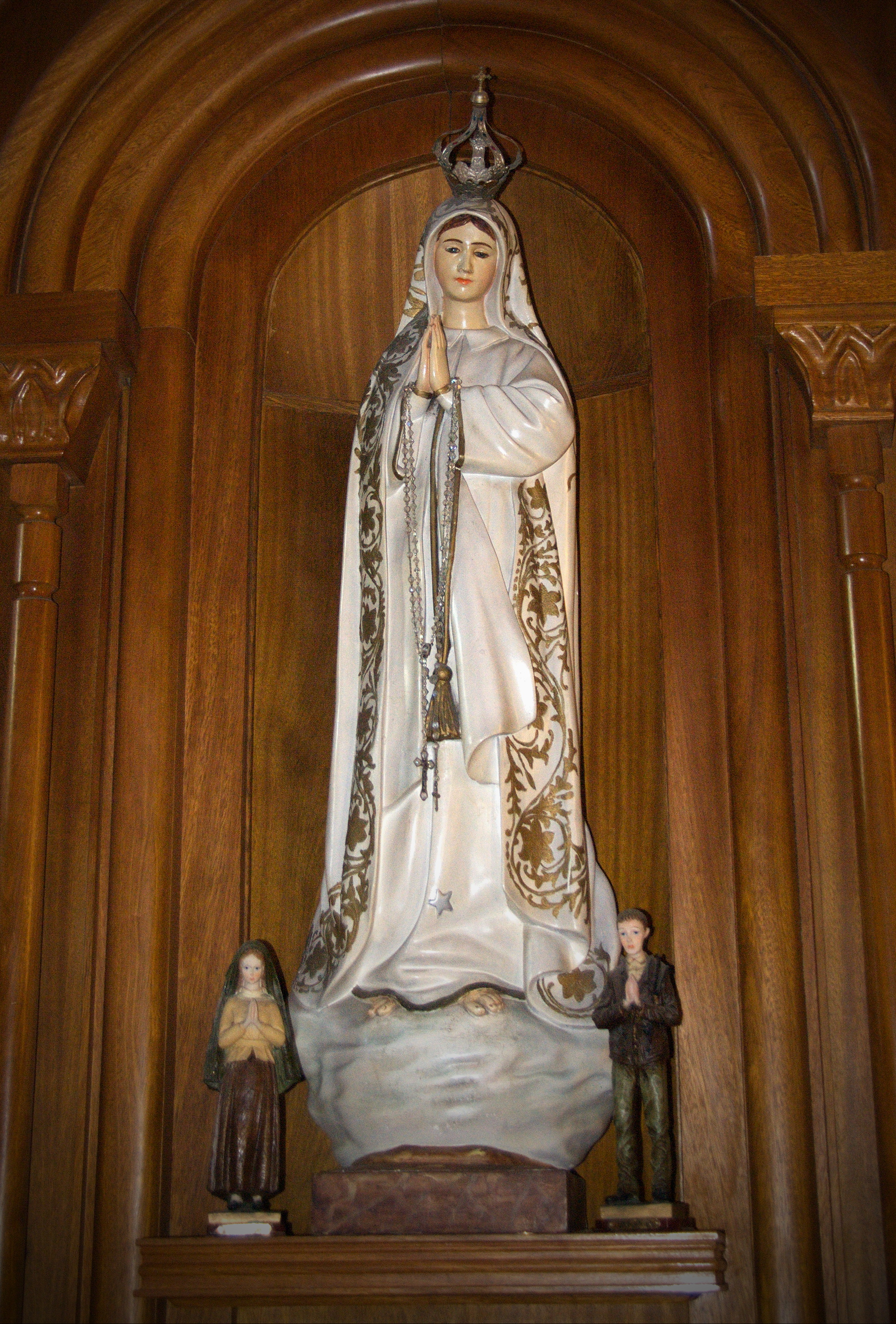
Virgen de Fátima.
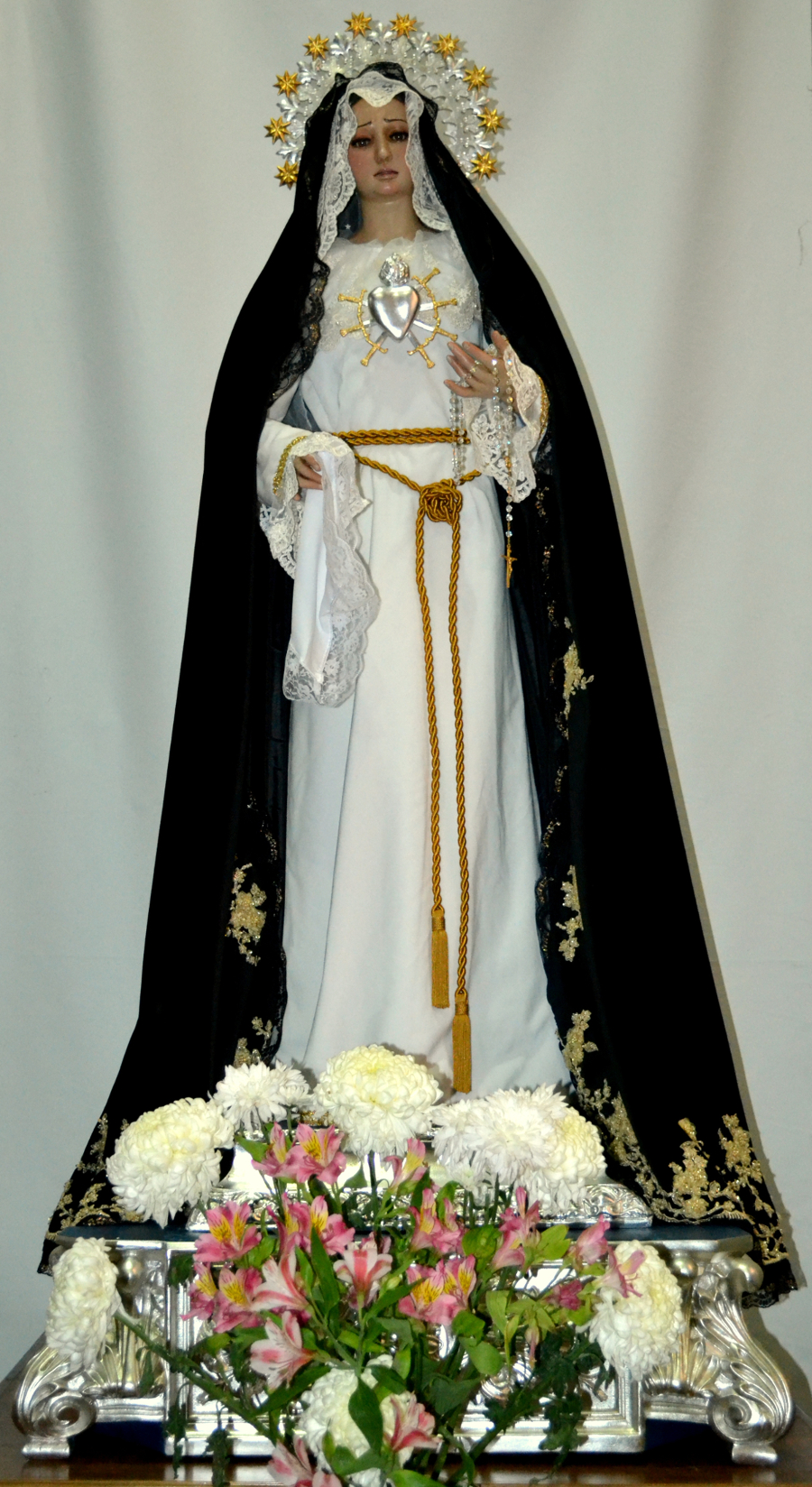
Nuestra Señora de los Dolores
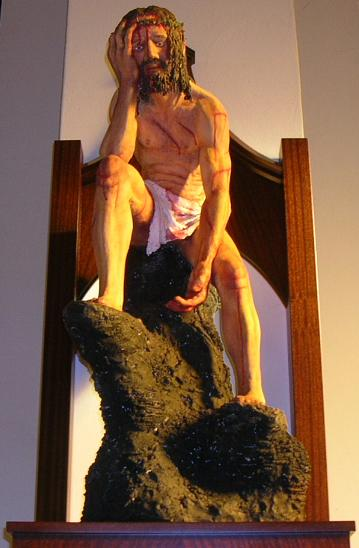
Nuestro Señor de la Paciencia y la Humildad (entronizado en junio de 2007).